# Крайнов, Леонард Александрович
Леонард Александрович Крайнов (род. 28 января 1933 года в городе Никольск-Уссурийский (ныне Уссурийск) Дальневосточного края, РСФСР, СССР) — советский и российский журналист, поэт и писатель, член СЖ СССР (1959).

## Биография
Родился в 1933 году на Дальнем Востоке. Вскоре семья Крайновых переехала в Горький. Окончив в 1955 году историко-филологический факультет Горьковского государственного университета работал учителем средней школы в селе Кошелиха Первомайского района Горьковской области. С 1956 года сотрудник газеты «Горьковская правда». В 1964—1965 годах был заведующим сектором печати, радио и ТВ Горьковского обкома КПСС.
С 1965 года собкор газеты «Правда» по Челябинской области. С 1966 по 1968 год возглавлял бюро Челябинского областного отделения СЖ СССР.
С сентября 1968 года корреспондент газеты «Правда» по Ростовской области. Потом был собкором газеты «Правда» в Болгарии.
В 1977—1982 годах был консультантом отдела Социалистических стран аппарата ЦК КПСС.
В 1982—1992 годах — заместитель главного редактора газеты «Советская Россия».
В 1992—1993 годах работал в Верховном Совете РСФСР.
Член редколлегии журнала «Форум».
Автор книг: «Берега» (1971, путевые очерки), «Если ты коммунист» (1973), «Миражи» (1981, в соавторстве с А. Крушинским) «Деды наши молодые» (1986), "Золотой ковш (1989, зарубежные очерки) «Балканские зори», «Миражи: в коридорах власти и лабиринтах грез» (2001), «Океан» и «Перевал», и другие. Переводил на русский болгарскую поэзию.

## Награды
- Лауреат премии «Золотое перо» Союза журналистов Болгарии.[4]
- Лауреат премии им. Н. Погодина.
- Орден «Знак Почёта».
- Орден Прп. Серафима Саровского 3-й степ.
- Орден «Кирилл и Мефодий» (НРБ).[4]
- Орденская медаль Леонардо да Винчи «За выдающиеся заслуги перед народами» (награда ООН).